# Bénédiction sacerdotale

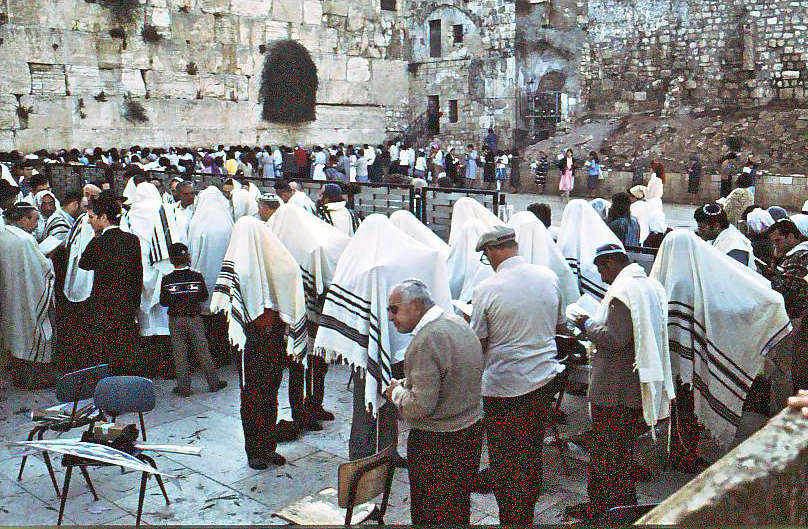
La bénédiction sacerdotale, au Mur des Lamentations, lors du Hoshanna Rabba, entre 1979 et 1983

La Bénédiction sacerdotale (en hébreu : ברכת כהנים, Birkat Cohanim, Bénédiction des prêtres), est la bénédiction que les Cohanim adressent au reste des Juifs présents dans l'assemblée lors des célébrations juives ou à certaines occasions du calendrier hébraïque.

## Présentation
Le Birkat Cohanim est prononcé par les Cohen lors de la prière de Moussaf (ou même à d'autres prières durant des jours spéciaux comme Shabbat, Yom Kippour et autres jours de jeûnes), ainsi qu'il leur est ordonné dans le Livre des Nombres, chapitre 6, verset 22-27.
Cette bénédiction est récitée, mot à mot, pendant la répétition de la Amidah par le hazzan (chantre) et après par le ou les Cohanim qui sont montés sur l'estrade sur laquelle est posée l'arche sainte, alors qu'ils sont recouverts de leur talit et qu'ils ont ôté leurs chaussures.
Depuis 1970, cette bénédiction est récitée solennellement sur l'esplanade du Mur des Lamentations (Hotel) en présence d'une foule nombreuse deux fois par an, le deuxième jour de Hol Hamoëd des fêtes de Pessa'h et de Souccot. Elle est décalée si ce jour tombe un Shabbat : par exemple à Souccot 2011, elle s'est déroulée le dimanche 16 octobre, soit le troisième jour de Hol Hamoëd. Plus de 70 000 personnes se sont réunies pour cet événement.
Cette bénédiction est l'une des particularités qui distinguent les Cohanim du reste du peuple juif depuis la destruction du Temple de Jérusalem.

## Texte
יַבָרֶכְךָ יַהוָה וַיִשְׁמְרֶך
יָאֵר יַהוָה פָּנָיו אֵלֶיךָ וִיחֻנֶּךָּּ :
יִשָּׂא יַהוָה פָּנָיו אֵלֶיךָ וַיָשֵׂם לְךָ שָׁלוֹם
Yevarékhekha Adonaï vaYichmerékha

Yaèr Adonaï Panayv Eléykha viY’hounéka

Yissa Adonaï Panayv Eléykha vaYiassem Lekha Shalom
trois versets de trois, cinq et sept mots, de quinze, vingt et vingt-cinq lettres :
Que Dieu te bénisse et qu'Il te garde,
Que Dieu éclaire sa face vers toi et qu'Il te prenne en grâce,
Que Dieu tourne sa face vers toi et qu'Il te donne la paix
Nombres, 6, 24-26

## Autres utilisations
En outre, les parents juifs ont l'habitude, tous les vendredis soirs, avant le premier repas du Chabbat, de bénir leurs enfants par cette bénédiction, en rajoutant la phrase biblique : « que Dieu te traite comme Éphraïm et comme Manassé » pour les garçons, tel que l'avait dit Jacob dans la Genèse, 48, 20, et pour les filles, « que Dieu te traite comme Sarah, Rebecca, Rachel et Léa ».